# Юлиан
Вижте пояснителната страница за други личности с името Юлиан.
Флавий Клавдий Юлиан (на латински: Imperator Caesar Flavius Claudius Iulianus Augustus) е римски император от 360 до 363 година. Той е племенник на император Константин I Велики и е последният владетел от Константиновата династия.
Известен също като философ, интелектуалец и писател, той е последният езически император на Рим, наричан от християнската историография с името Юлиан Апостат (Юлиан Отстъпник).

## Ранни години
Юлиан е син на Юлий Констанций, полубрат на император Константин I Велики (син на Констанций Хлор от втория му брак с дъщерята на император Максимиан). Майката на Юлиан, Базилина, умира, когато той е на една година, а бащата загива скоро след смъртта на Константин Велики през 337 г., когато неговите синове разделят помежду си управлението на Римската империя и отстраняват ненужните си роднини. Юлиан остава кръгъл сирак на 6 години. Къде се намира той със своя брат Гал по време на нещастието, остава неизвестно, но несъмнено той пази ясен спомен за него.
Юлиан се спасява от ръцете на убийците благодарение на своята детска възраст, а неговият по-голям брат Гал избягва смъртта поради тежка болест, за която противниците му предполагат, че ще се окаже смъртоносна. Юлиан като свидетел на убийството на семейството си е сигурен, че е поръчано от братовчед му Констанций II, който през 337 г. става император. Както самият Юлиан споделя, от този момент се заражда скептицизмът му спрямо християнството.

### Образование
Юлиан и брат му Констанций Гал са отгледани в имението Мацелум, в Кападокия, където получават християнско възпитание. От ранна възраст Юлиан, заедно с по-големия си брат, са кръгли сираци под опеката на император Констанций ІІ. След смъртта на баща си Юлиан е възпитаван от Евсевий Никомидийски, ариански епископ на Никомедия, а след това и на Константинопол. От 339 г. изучава гръцка философия и литература под ръководството на евнуха Мардоний, който пробужда у него любовта към елинската култура. През 344 – 345 г. живее в Никомедия, където се запознава с Либаний (забранено му е да слуша лекциите на този езически оратор, но тайно му предават записи от речите), а през 351 – 352 г. – в Пергам и Ефес се среща с няколко философи – неоплатоници, сред тях е Максим от Ефес, последовател на неоплатонизма на Ямблих. Той оказва на Юлиан най-голямо влияние, допринесло за по-късния му разрив с християнството. 352 – 354 г. Юлиан отново прекарва в Никомедия, изучавайки съчинения на неоплатониците. През 355 г. Констанций II дава разрешение на Юлиан да продължи образованието си, като се смята, че той ще бъде подготвян за духовник. По време на обучението си в прословутата през античността Атинска академия, Юлиан се запознава с Григорий Богослов и Василий Велики, които по-късно стават епископи и се опълчват на неговата антихристиянска политика. Юлиан опознава древната философия и религия, общува с езически мислители, възприема идеите им и започва да води двойствен живот, ставайки прикрит последовател на митраизма и неоплатонизма.

### Възкачване на престола
След като Констанций Гал е провъзгласен за цезар на Изтока през 351 г. и по-късно в резултат на придворни интриги е екзекутиран от Констанций II, през 355 г. Юлиан е повикан в императорския двор в Милано, където Констанций му дава титлата цезар на Запада. Сестрата на Констанций — Елена, се омъжва за Юлиан.
Младият Юлиан е изпратен в Галия, за да защити провинцията от варварско нашествие. Смятало се, че поради неговата неопитност в битките, Юлиан нямало да се справи или ще загине. В следващите години като цезар Юлиан воюва срещу нахлуващите в империята германски племена и постига неочаквани успехи въпреки първоначалната липса на опит. Той връща Кьолн под имперска власт през 356 г., отблъсква алеманите и пленява вожда им Хнодомар в битката при Страсбург през 357 г., подсигурявайки безопасността на имперската граница по река Рейн за следващите години.
Юлиан печели симпатиите на народа и войниците, което буди подозренията и безпокойството на император Констанций II. Той изисква от Юлиан да му изпрати най-добрите галски отреди в подкрепа на източните провинции, но това бързо предизвиква военен бунт, довел до възкачването на Юлиан на императорския престол. През февруари 360 г. в Париж войниците провъзгласяват Юлиан за август въпреки демонстративното му нежелание и опит да отклони тази чест. Новоизбраният император изпраща помирителни послания до братовчед си Констанций, но конфликтът е неизбежен. Гражданската война е избегната единствено поради смъртта на Констанций II към края на 361 година.

## Управление
След внезапната смърт на Констанций II в Киликия, Юлиан е признат за законен император на 3 ноември 361 година. При пристигането си в Константинопол той показва намерение да следва съвсем различна политика от тази на предходника му. Юлиан незабавно съкращава раздутите разходи в императорския двор, намалява броя на придворните служители и масово уволнява корумпираните евнуси. Осъжда на смърт влиятелният евнух Евзебий, който е стоял зад много от несправедливите решения на Констанций, включително и спрямо самия Юлиан.

### Религиозна политика
При възкачването си на престола Юлиан прекратява преследването на езичниците и разрушаването на храмовете им. Макар император Константин I да обявил християнството за равноправна религия, а не за официална и единствено разрешена, по времето на неговото управление и това на наследниците му било забранено да се поддържат езическите светилища. Много езически храмове били разрушени, а поклонниците в тях — избити, като всичко това било част от негласна вътрешнодържавна политика. След поемането на властта Юлиан предприема подобни мерки срещу християнските свещеници и църкви. Последните той присмехулно нарича „костници“, защото често пазели мощи на светци, а самия Иисус Христос наричал просто „Галилееца“, отричайки божествената му същност. Заради отричането си от християнството и връщането към езичеството Юлиан е наречен от християните с прозвището Апостат (лат. Apostata — „Отстъпник“).
В своя едикт за толерантността от 362 г. Юлиан разпорежда да бъдат отново отворени езическите храмове, да бъде реституирана храмовата собственост и да бъдат върнати прогонените от църквата епископи. С едикта си за училищата императорът забранява на християнски преподаватели да използват езически ръкописи. При пристигането на Юлиан в Антиохия храмът на Аполон е изгорен, за което той обвинява християните и затваря главната църква там.
Юлиан е крайно непопулярен сред християните в империята и е особено ненавиждан от висшето духовенство, свикнало да приема значителни облаги от предишните императори на Константиновата династия. Демонстрираната от императора религиозна посветеност и неприкритата му привързаност към ретроградните философии на отминаващата древност остават недоразбрани сред масата от населението, будейки подигравки и недоверие. Не среща достатъчно силна подкрепа и мечтаното от Юлиан възраждане на античния паганизъм под формата на нов синкретичен култ, смесващ идеи и елементи от различни други религии.

### Поход на изток
През март 363 г. Юлиан се отправя на амбициозен военен поход срещу Сасанидска Персия, решен да се отърве от опасния съсед на изток. В началото кампанията е успешна за римляните, но впоследствие се появяват сериозни затруднения и настъплението на армията в Месопотамия е прекратено. Под командването на Юлиан легионите окупират персийската територия по течението на р. Ефрат и побеждават войските на Шапур II пред стените на столицата Ктезифон (май 363 година). Въпреки победата войските на Юлиан не са в състояние да превземат крепостта и след известно колебание той решава да започнат отстъпление. Според източниците император Юлиан загива в случайна схватка с персите близо до Ктезифон. Уверен в победата си, той влиза в бой без доспехи и е фатално ранен от копие (26 юни 363 година). Според съвременника му Либаний, императорът бил убит от свой войник – християнин, по религиозни подбуди.
Последните неуспехи на Юлиановите войски довеждат до загуба на пет провинции отвъд Тигър и на крепости в Месопотамия и Армения. Междувременно войниците-християни избират за свой император Йовиан, един от командващите императорската гвардия, но той умира през февруари 364 г. По време на няколкомесечното си управление той успява да издаде един едикт, с който възстановява християнството, обявява свобода на съвестта и запазва езическите храмове. В църквите е възстановен предишният ред, изселените християни са върнати от заточение:с. 35.
Популяраната фраза „Ти победи, Галилеецо!“, приписвана на Юлиан, той никога не е изричал. Това са думи на Теодорети, написани век след смъртта на императора, а фразата нашумява покрай произведението на викторианския поет Алджърнън Суинбърн „Химнът на Прозерпина“, издадено през 1866 г.

## Творчество
Написаното от него, дори само това, което е устояло на християнския набег, не е никак малко. При това повечето е създадено в годините на административна заетост, последните от живота му. Енергичен и пламенен, той твори бързо, за деня. Квалификацията публицистика би могла да изглежда вярна, отнесена не само към писмата му.
Интересен документ за синкретизма в религиозното мислене на онова време представляват двете речи „Към Царя Слънце" и „Към майката на боговете". Други две, които оборват възгледите и начина на живот на киниците, са вече истинска публицистика. Написани са по конкретен повод – след публични проповеди на киници, чути от Юлиан. Автор и на епиграми, той създава и две прозаически сатири – едната писана в Константинопол в 361 г. и наречена „Цезарите", представя в критична светлина императорите християни от неговата династия, особено Константин I, а другата, създадена в началото на 363 г. в Антиохия и озаглавена „Мизопогон", или „Враг на брадите", дава отговор на критиките, с които бил посрещнат в силно похристиянчената Антиохия между другото и за това, че по подражание на Адриан, пионера на елинската култура във II век, Юлиан носел брада.
Между унищожените творби е по-голямата част от съчинението му „Срещу галилеяните", написано въз основа на документи и раннохристиянски източници, на свой ред също недостигнали до нас. Сборникът с частни писма образува най-живата част от неговото писмено дело. Най-ранните са писани в последните години на Юлиановото цезарство в Галия, а най-късните са от времето на престоя му в Антиохия, преди да се отправи към гибелта си на изток.
Животът на Юлиан е вдъхновение и основна тема в едноименния исторически роман на американския автор Гор Видал, написан през 1964 г.

## Други
- Коронацията на Юлиан по франкски образец (февруари 360 г., Париж), графика от 19 в.
- Мраморна статуя на жрец на Серапис от 2 – 3 в., погрешно често интерпретирана като статуя на Юлиан
- Юлиан председателства религиозен събор (картина на Edward A. Armitage, 1875)
- Коптска икона, изобразяваща св. Меркурий, убиващ Юлиан Отстъпник

### Произведения на Юлиан
- Към царя Слънце. Английски превод. C.W. King, 1888.
- Към майката на боговете. Английски превод. C.W. King, 1888.
- Цезари. Английски превод. W.C. Wright, 1913.
- Мизопогон. Английски превод. W.C. Wright, 1913.
- Срещу галилеяните, Contra Julianum. Английски превод. C.W. King, 1888.

### Произведения на съвременници на Юлиан
- Амиан Марцелин, Res Gestae, Libri XV-XXV
- Либаний – погребално слово за Юлиан. Английски превод. C.W. King, 1888.
- Григорий Назиански, речи против Юлиан Апостат, First Invective Against Julian", "Second Invective Against Julian". Английски превод. C.W. King, 1888.

### Научна литература
- Bowersock, Glen Warren. Julian the Apostate. London, 1978. ISBN 0-674-48881-4
- Browning, Robert. The Emperor Julian, London, 1975.
- Murdoch, Adrian. The Last Pagan: Julian the Apostate and the Death of the Ancient World, Stroud, 2005, ISBN 0-7509-4048-4
- Rosen, Klaus. Julian. Kaiser, Gott und Christenhasser. Klett-Cotta, Stuttgart, 2006.
- Smith, Rowland. Julian's gods: religion and philosophy in the thought and action of Julian the Apostate, London, 1995. ISBN 0-415-03487-6
- Вус О. В. Юлиан Апостат. Персидский поход и загадка битвы у Туммара 26 июня 363 г. // МАИАСП. – 2019. – Вып. 11. – С. 271 – 299.

| Римски императори         |                   |                    |
| Констанций II (337 – 361) | Юлиан (361 – 363) | Йовиан (363 – 364) |
| Римска империя            |                   |                    |